# 太平洋横断機
『太平洋横断機』（たいへいようおうだんき、China Clipper）は、レイ・エンライトが監督し、フランク・ウィードの脚本で1936年に制作されたドラマ映画で、ファースト・ナショナル映画が制作、その親会社であるワーナー・ブラザースが配給し、パット・オブライエン、ロス・アレクサンダー、ハンフリー・ボガートが出演したほか、最後の映画出演作となった名優ヘンリー・B・ウォルソールがダッド役を演じた。撮影当時、ウォルソールは既に健康を害しており、その状態も役柄に取り込まれ、結局本作の制作中に彼は死去した。

## あらすじ
飛行機製造会社のセールスマンだったローガンは、独立して空輸会社を設立しようと画策し、やがて飛行士トム・コリンスや設計技師ダッド・プランと共に、フィラデルフィアに本社を置く小さな空輸会社を創業する。しかし、程なくしてスポンサーが引き揚げてしまい、彼らの会社は閉鎖を余儀なくされる。その後、新たに会社を作った3人は、第一次世界大戦時のローガンの戦友ハップ・スチュアートも仲間に加えて、中国まで飛行可能な大型機を製造し、航空路を開拓しようとする。

## キャスト
- パット・オブライエン - デイヴ・ローガン (Dave Logan)
- ビバリー・ロバーツ（英語版） - ジーン・ローガン (Jean Logan)
- ロス・アレクサンダー - トム・コリンズ (Tom_Collins)
- ハンフリー・ボガート - ハップ・スチュアート (Hap Stuart)
- マリー・ウィルソン（英語版） - サニー・エイヴリー (Sunny Avery)
- ジョセフ・クレハン（英語版） - ジム・ホーン (Jim Horn)
- ジョセフ・キング（英語版） - ピアソン氏 (Mr. Pierson)
- アディソン・リチャーズ（英語版） - B・C・ヒル氏 (Mr. B. C. Hill)
- ルース・ロビンソン (Ruth Robinson) - マザー・ブラン (Mother Brunn)
- ヘンリー・B・ウォルソール - ダッド・ブラン (Dad Brunn)
- カーライル・ムーア・ジュニア (Carlyle Moore Jr.) - クリッパーの無線通信士
- ライル・モレーン（英語版） - クリッパーの副操縦士
- ウェイン・モリス（英語版） - クリッパーの航空士
- アレクサンダー・クロス (Alexander Cross) - ビル・アンドリュース (Bill Andrews)
- ウィリアム・ライト（英語版） - パイロット (Pilot)
- ケネス・ハーラン - 商務省の調査官 (Department of Commerce Inspector)
- アン・ネイジェル（英語版） - 秘書 (Secretary)
- マージョリー・ウィーバー（英語版） - 秘書
- ミルバーン・ストーン - 無線通信士 (Radio Operator)
- オーエン・キング (Owen King) - 無線通信士

このほか、クレジットなしの端役で、アーヴィング・ベーコンが出演している。

## 制作

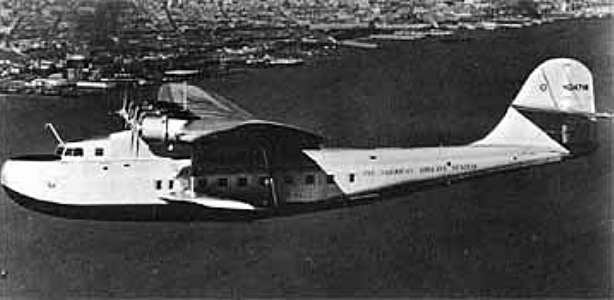
マーチン M130 チャイナ・クリッパー (China Clipper)。

脚本のフラン・"スピッグ"・ウィードは、パンアメリカン航空を創業したファン・トリップの、特に創業直前の事績をなぞって本作の脚本を書いた。パンナムの協力を得て撮影された本作は、マーチン M130を捉えた実際のニュース映画の映像や、新たに撮影された映像を、作品の随所に盛り込んでおり、トリップの人生に実際に起こった出来事をそのまま描いていることを強調していた。航空映画の歴史を研究しているマーク・キャリソン (Mark Carlson) は、『太平洋横断機』を「世界最大級の航空会社のための宣伝広告も同然 (veiled advertisement for what was once one of the greatest airlines in the world)」だとしている。
『太平洋横断機』における飛行シーンは、映画のハイライトであり、有名なハリウッドのスタント・パイロットだったポール・マンツが、ベテランのエルマー・ダイアーやハンス・F・コーネカンプとともに、リアルな航空映像を作り上げている。映像の中には、当時まだ建設中で未完成であったゴールデン・ゲート・ブリッジの上空を飛行機が飛ぶ場面もある。この作品は、新しい技術による移動手段が、まさに開発されていく段階でハリウッドのカメラに捉えられた、稀有な例である。
『太平洋横断機』に登場する飛行機には、以下のようなものが含まれている。
- マーチン M130 c/n 558, NC14716
- ロッキード ベガ5C c/n 100, NC48M
- フォッカー F-10（英語版）A c/n 1042, NC582K
- ダグラス ドルフィン1 Special c/n 999, NC967Y
- コンソリデーテッド モデル16コモドア（英語版）
- シコルスキー S-40（英語版）
- シコルスキー S-42 クリッパー
- フォード トライモータ4 ATE
- キーストーン LB-7（英語版）
- キーストーン B-4（英語版）A[9]

## 評価
本作の配役や物語の展開はワーナー・ブラザースに典型的なものであったが、その紋切り型の組み合わせも、太平洋横断航空路の開設を描いたタイムリーな描写の価値を損なわず、『太平洋横断機』は好評を得ることができた。フランク・ニュージェントは、『ニューヨーク・タイムズ』紙の映画評で、「魅力的で驚異的な文字通りのドラマ化により、昨年11月のチャイナ・クリッパーによる太平洋横断飛行を描いたこの映画は、技術面における正確な描写と、飛行艇の行程を描くにあたって航空映画のメロドラマにありがちな要素を排した驚くほどの描写において、賞賛に値する」と述べた。

## 日本での公開
日本では、1937年2月1日に日本劇場で封切られが、その宣伝文句は、「見よ！此の偉大なる空の怪物を！」、「世界一の巨人飛行機」などと、もっぱら巨大飛行機の映像という点が強調されていた。

## 大衆文化の中で
『太平洋横断機』の作中の台詞で何回も繰り返される「チャイナ・クリッパーよりアラメダへ (China Clipper calling Alameda)」という呼びかけは、モンキーズの1967年のアルバム『灰色の影 (Headquarters)』に収録された、語りによって構成されたトラック「ミスター・ゼルチ (Zilch)」の中で、デイビー・ジョーンズによって繰り返されている。